# Kayahan

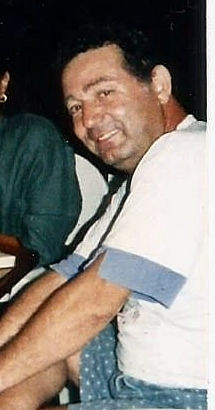
Kayahan (1997)

Kayahan (İzmir,  (29 de março de 1949–İstanbul, 2015) (nome completo: Kayahan Açar) é um cantor pop e compositor turco, um dos cantores que mais vendeu na Turquia. Ele escreve praticamente todas as canções que interpreta e publicou mais de oito álbuns que  foram um grande sucesso na Turquia durante uma carreira com mais de 30 anos. 

## Biografia
Kayahan nasceu em İzmir, Turquia. Ele passou a sua infância e a juventude em Ankara, antes de partir para  Istambul. As canções que foram escritas  compostas por Kayahan e cantadas por Nilüfer são algumas das melhores conhecidas canções pop turcas. Durante a sua carreira Kayahan cantou apenas canções por si compostas e cada álbum tinha um assunto diferente. 
Kayahan representou a Turquia no Festival Eurovisão da Canção 1990 com canção "Gözlerinin Hapsindeyim" que se classificou em 17.º lugar. 
Yemin Ettim, o seu primeiro álbum (como cantor) foi lançado em 1991. 
In 1993, publicou Sarı Şekerim que tinha 10 canções escritas por ele. Dois anos mais tarde, Kayahan publicou Benim Penceremden. Duas canções deste álbum  ("Ben Anadolu Çocuğuyum" e  "Allahım Neydi Günahım") foi muito populares na Turquia e foram mais tarde interpretadas por outros cantores. 
In 1996, as canções "Emrin Olur" , "Atın Beni Denizlere" e "Şampiyon" foram as canções mais importantes do álbum  Canımın Yaprakları. 
Na sua vida estritamente  pessoal casou três vezes. 
Na atualidade reside em Gömeç.

## Álbuns

### LP
- 1975 - Bekle Gülüm - Ateş ("Espera, Minha Rosa - Fogo!")
- 1978 - İstanbul Hatırası - Neden Olmasın ? ("Recordação de Istambul. Porque não?")

### Álbuns de estúdio
- 1988 - Benim Şarkılarım ("Minhas canções")
- 1989 - Benim Şarkılarım 2 (Siyah Işıklar) ("Minhas canções Vol. 2: Luzes negras)
- 1991 - Yemin Ettim
- 1992 - Odalarda Işıksızım
- 1993 - Son Şarkılarım ("As minhas últimas canções")
- 1995 - Benim Penceremden ("Da minha Janela")
- 1996 - Canımın Yaprakları (Páginas da minha vida)
- 1998 - Emrin Olur
- 1999 - Beni Azad Et
- 2000 - Gönül Sayfam
- 2003 - Ne Oldu Can
- 2004 - Kelebeğin Şansı ("A sorte da borboleta")
- 2007 - Biriciğime